# LGV Nord
La LGV Nord forma part de la xarxa francesa de ferrocarrils de gran velocitat, TGV. Té una longitud de 333 km i connecta París amb la frontera belga i l'Eurotúnel via Lille. Pot arribar a una velocitat màxima de 300 km/h. La línia ha suposat un acurtament dels temps de viatges de París a Lille, de Gran Bretanya al Benelux i cap al sud-oest de França per la seva connexió amb la LGV Interconnexió Est.